# Торошинская волость
Торошинская волость — административно-территориальная единица 3-го уровня и муниципальное образование со статусом сельского поселения в Псковском районе Псковской области России.
Административный центр — деревня Торошино — находится в 28 км к северо-востоку от города Псков. Железнодорожная станция Торошино на железной дороге Псков — Струги Красные — Плюсса — Луга — Санкт-Петербург.

## География
Территория волости граничит на севере с Серёдкинской, на северо-западе — с Ершовской, на западе — с Писковичской, на юге — с Ядровской и Карамышевской волостями Псковского района с городским округом Псков, на востоке — с Стругокрасненским районе.
На территории волости расположены крупнейшие озёра Псковского района: Большое или Крипецкое (1,9 км², глубиной до 3 м), Щирицкое (1,1 км², глубиной до 1,4 м), Кривое (0,4 км², глубиной до 1,6 м) и др.

## История
До 1924 года эта территория в основном входила в Торошинскую волость (с центром в д. Цаплино (к 1914 году), затем в погосте Торошино) Псковского уезда Псковской губернии (при этом несколько лет до марта 1917 года она называлась Романовской волостью); затем с 1925 до 1927 годов — в укрупнённую Псковскую волость, которая включила ряд сельсоветов, в том числе Больше-Жезловский (по д. Большие Жезлы) и Цаплинский  (по д. Цаплино) сельсоветы. В 1927 году волости, уезды и губернии в СССР были упразднены, при этом сельсоветы вошли в Псковский район Псковского округа Ленинградской области.
Решением Псковского облисполкома от 13 мая 1958 года Больше-Жезловский и Цаплинский сельсоветы были объединены в Торошинский сельсовет, также был упразднён Клишевский сельсовет (по д. Клишово), а его территория разделена между Ядровским и Торошинским сельсоветами.
Постановлением Псковского областного Собрания депутатов от 26 января 1995 года все сельсоветы в Псковской области были переименованы в волости, в том числе Торошинский сельсовет превращён в Торошинскую волость.
Законом Псковской области от 28 февраля 2005 года в границах волости было образовано также муниципальное образование Торошинская волость со статусом сельского поселения с 1 января 2006 года в составе муниципального образования Псковский район со статусом муниципального района.

## Население
| 2002  | 2008  | 2009  | 2010  | 2012  | 2013  | 2014  |
| ----- | ----- | ----- | ----- | ----- | ----- | ----- |
| 1984  | ↗2064 | ↘2021 | ↘1788 | ↗1817 | ↗1852 | ↗1912 |
| 2015  | 2016  | 2017  | 2018  | 2019  | 2020  | 2021  |
| ↘1852 | ↘1788 | ↗1802 | ↘1736 | ↘1631 | ↘1597 | ↗1957 |

## Населённые пункты

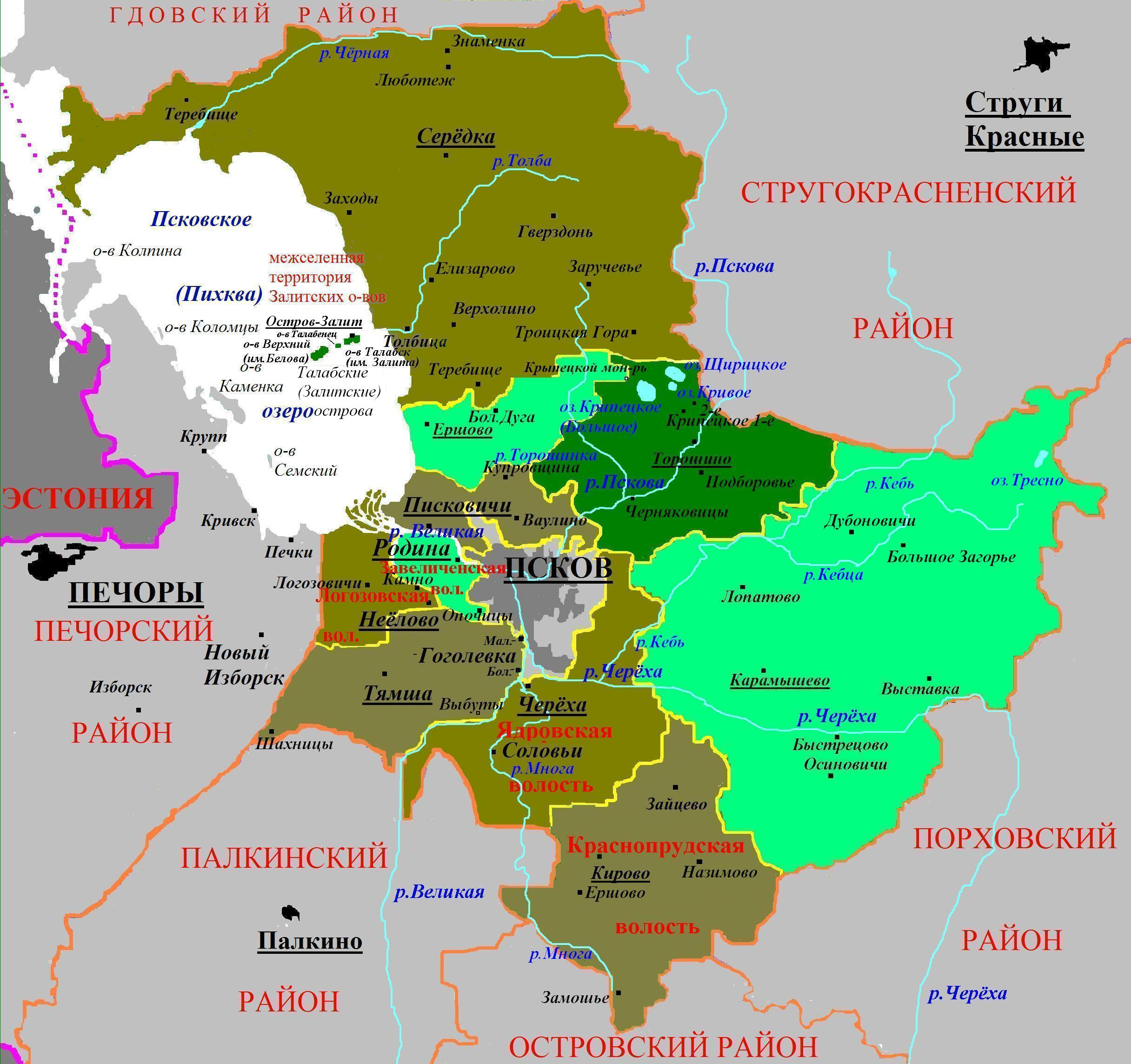
Административное деление Псковского района (2010)

В состав Торошинской волости входят 25 деревень: 
| №  | Населённый пункт | Тип     | Население, чел. 2001 | Население, чел. 2010 |
| -- | ---------------- | ------- | -------------------- | -------------------- |
| 1  | Большие Жезлы    | деревня | 11                   | ↘18                  |
| 2  | Букаши           | деревня | 5                    | →7                   |
| 3  | Демьяково        | деревня | 8                    | ↗10                  |
| 4  | Дубки            | деревня | 8                    | ↗15                  |
| 5  | Заболотье        | деревня | 9                    | ↘9                   |
| 6  | Загорье          | деревня | 15                   | ↘16                  |
| 7  | Замошье          | деревня | 45                   | ↘24                  |
| 8  | Ильинщина        | деревня | 10                   | ↘3                   |
| 9  | Кашино           | деревня | 15                   | ↘6                   |
| 10 | Крипецкое-1      | деревня | 338                  | ↘261                 |
| 11 | Крипецкое-2      | деревня | 135                  | ↗122                 |
| 12 | Ляляховка        | деревня | 5                    | ↘4                   |
| 13 | Монькино         | деревня | 3                    | ↘2                   |
| 14 | Патрово          | деревня | 24                   | ↘23                  |
| 15 | Подборовье-1     | деревня | 168                  | ↘124                 |
| 16 | Подборовье-2     | деревня | 18                   | ↘13                  |
| 17 | Подборовье-3     | деревня | 340                  | ↘289                 |
| 18 | Подлипье         | деревня | 2                    | ↘6                   |
| 19 | Подсадничье      | деревня | 13                   | →7                   |
| 20 | Пурьково         | деревня | 7                    | ↘7                   |
| 21 | Сабижи           | деревня | 6                    | ↘3                   |
| 22 | Торошино         | деревня | 740                  | ↘691                 |
| 23 | Цаплино          | деревня | 41                   | ↘20                  |
| 24 | Черняковицы      | деревня | 103                  | ↘91                  |
| 25 | Шаврово          | деревня | 12                   | ↘17                  |